# Pedome
Pedome es una freguesia portuguesa del concelho de Vila Nova de Famalicão, con 2,66 km² de superficie y 2.234 habitantes (2001). Su densidad de población es de 839,8 hab/km².